# Nt*/areal

nt*/areal am Abend des 20. August 2011

Das nt*/areal war ein grossflächiges Gebiet in der Schweizer Stadt Basel im Norden des Rosental-Quartiers. Früher befand sich dort der Güterbahnhof der Deutschen Bahn, ab 2000 wurde es unter dem Namen nt*/areal (nach der es begrenzenden Nordtangente) als Zwischennutzung für gastronomische und kulturelle Zwecke genutzt. Inzwischen wurde das Gebiet für das neue Wohnquartier Erlenmatt bebaut. Im Jahr 2011 schlossen dafür die ersten Lokale.